# Aino Acktés villa

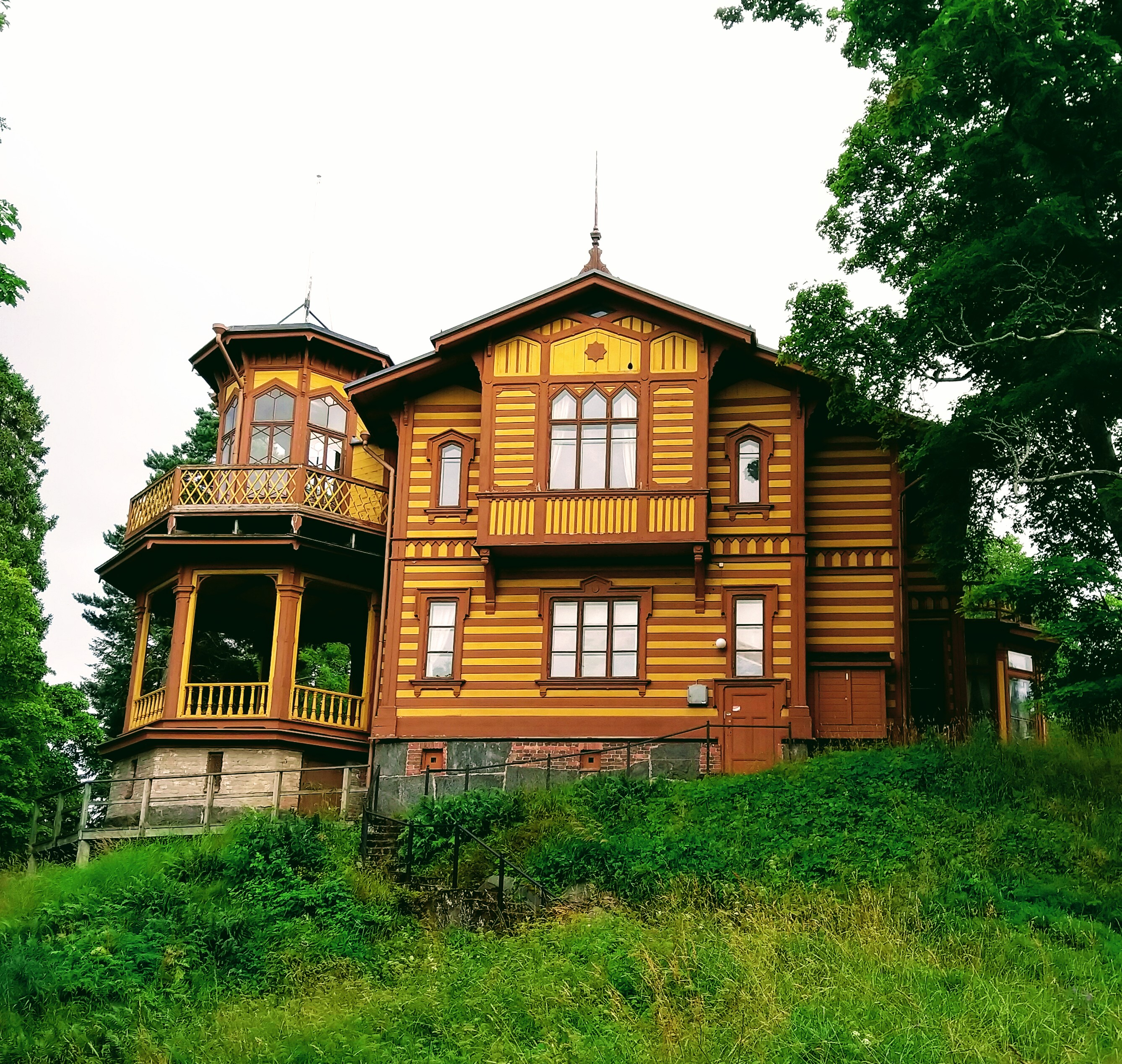
Aino Acktés villa, juli 2020.

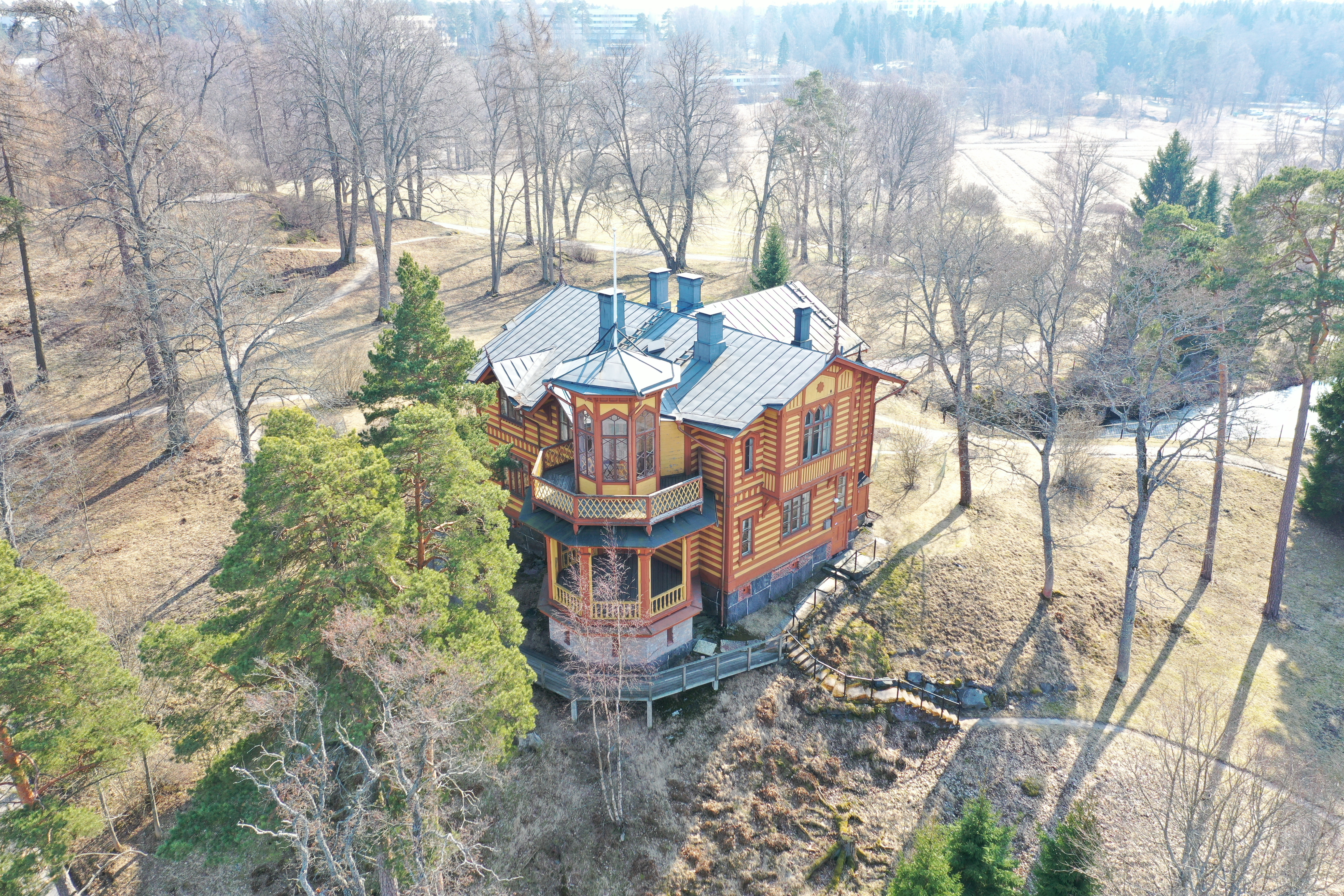
Aino Acktés villa med omgivningar. April 2019.

Aino Acktés villa är en trävilla i Helsingfors på Degerö i Turholms friluftspark. Den två våningar höga villan är byggd av kommerseråd Henrik Borgström och stod färdigt år 1877. I över 40 år fungerade villan som sommarresidens för den finländska operasångaren Aino Ackté. Sedan 1929 ägs villan av Helsingfors stad. Under åren 1986 till 1988 restaurerades byggnaden i sin ursprungliga stil.
På grund av en allvarlig fuktskada har byggnaden varit obrukbar sedan 2011.